# Chapel Hill (Tennessee)
Chapel Hill é uma cidade  localizada no estado norte-americano de Tennessee, no Condado de Marshall.

## Demografia
Segundo o censo norte-americano de 2000, a sua população era de 943 habitantes.
Em 2006, foi estimada uma população de 1268, um aumento de 325 (34.5%).

## Geografia
De acordo com o United States Census Bureau tem uma área de
3,5 km², dos quais 3,5 km² cobertos por terra e 0,0 km² cobertos por água. Chapel Hill localiza-se a aproximadamente 238 m acima do nível do mar.

## Localidades na vizinhança
O diagrama seguinte representa as localidades num raio de 28 km ao redor de Chapel Hill.